# Панфёров, Андрей Борисович
Андрей Борисович Панфёров (родился 4 августа 1960 года в Ташкенте) — первый заместитель Председателя (вице-спикер) Законодательного собрания Новосибирской области, военнослужащий 67-й отдельной бригады ГУ ГШ ВС РФ, подполковник ГРУ в отставке; секретарь Новосибирского регионального отделения партии «Единая Россия» с 29 января по 23 октября 2019 года.

## Биография

### Происхождение и семья
Родился 4 августа 1960 года в Ташкенте. Военный в 4-м поколении. Дед — офицер ГРУ, участник боевых действий в Афганистане против басмачей в конце 1920-х годов. Впервые попал туда в 1923 году после окончания курсов востоковедения при Ташкентском университете, второй раз прибыл туда для работы под прикрытием. Дядя родом из Афганистана, мать — уроженка Ирана.
Женат, есть двое детей. Жена серьёзно занималась лёгкой атлетикой, сын — борец, занял 2-е место в чемпионате России по панкратиону в тяжёлом весе, служит в спецназе; дочь — сотрудница органов прокуратуры и Госнаркоконтроля, занималась тхэквондо и дзюдо. Сам Панфёров занимается тайским боксом и триатлоном.

### Воинская служба
Окончил среднюю школу № 110 г. Ташкент в 1977 году. В 1977—1979 годах обучался в Ташкентском государственном университете им. В. И. Ленина на факультете гляциологии. В апреле 1979 года призван в вооружённые силы СССР, воинскую службу проходил в 15-й отдельной бригаде специального назначения ГРУ ГШ ВС СССР в Чирчике (Ташкентская область), Туркестанский военный округ. Его первый рапорт Панфёрова о направлении в Афганистан был отклонён в связи с тем, что Панфёров стоял в очереди на получение жилья. Позже он подал новый рапорт и отправился служить в Афганистан. Разведывательный взвод, в котором служил Панфёров, участвовал в штурме дворца Амина в декабре 1979 года, занимаясь сбором информации: в частности, им были нейтрализованы афганский танковый батальон и блокированы казармы. Панфёров говорил, что видел тело убитого в ходе штурма Амина.
Окончил в 1984 году Новосибирское высшее военно-политическое училище, факультет воздушно-десантных войск. Службу проходил в Среднеазиатском военном округе в составе подразделений ГРУ ГШ ВС СССР как заместитель командира роты специального назначения. В 1987—1988 годах участвовал в боевых действиях в Афганистане (провинция Кандагар) в должности заместителя командира роты специального назначения. За время службы в Афганистане он избежал каких-либо серьёзных ранений, один раз отделавшись небольшой контузией. Решение о выводе советских войск из Афганистана в 1989 году считал «популистским».
В 1988—1991 годах нёс службу в Закавказском военном округе, выполнял задачи в составе бригады спецназа ГРУ ГШ по установлению конституционного порядка в Нагорном Карабахе. В качестве командира роты спецназа и заместитель командира отряда участвовал в боевых действиях в Закавказье. В 1991—1993 годах проходил учёбу в Военно-дипломатической академии ГШ ВС РФ в Москве. В 1993—1998 годах — военнослужащий 67-й отдельной бригады специального назначения ГРУ ВС РФ (в/ч 64655, г. Бердск), командир 691-го отдельного Сибирского казачьего отряда специального назначения. Участник Первой чеченской войны, вёл боевые действия в 1995—1997 годах (в том числе после заключения Хасавюртовских соглашений). В 1995 году получил звание подполковника досрочно. По собственным словам, был знаком с капитаном ГРУ Игорем Лелюхом, участником «новогоднего штурма» Грозного, который погиб 1 января 1995 года — Панфёров убеждал Игоря не торопиться отправляться в командировку в Чечню. Участник рейда в районе Зандака. В 1996 году отказался отправлять личный состав 691-го отряда на штурм Грозного, сохранив жизни солдат, но лишившись возможности получить звание Героя Российской Федерации.
В 1998 году был уволен в запас по организационно-штатным мероприятиям, фактически попав под сокращения.

### Политическая карьера
В дальнейшем Панфёров занимался общественной и политической деятельностью, с июня 2005 по декабрь 2005 — Президент ассоциации участников боевых действий в Афганистане и других локальных конфликтов. В декабре 2005 года избран в Новосибирский областной Совет депутатов, в дальнейшем неоднократно переизбирался депутатом Новосибирского областного Совета депутатов и Законодательного собрания Новосибирской области (в 2010 году избран по одномандатному избирательному округу № 1).
Занимал следующие должности:
- заместитель председателя комитета по вопросам местного самоуправления и административно-территориального устройства (декабрь 2005 — август 2007)[2]
- заместитель председателя комитета по строительству и вопросам жилищно-коммунального комплекса (с августа 2007 года)[2]
- заместитель председателя комитета по строительству, жилищно-коммунальному комплексу и тарифам (текущая должность)[12][2]
- заместитель председателя мандатной комиссии в 5-м созыве[13] (занимал должность председателя в 4-м созыве)[14]
- член комиссии по взаимодействию с правоохранительными органами и противодействию коррупции

В 2005—2007 годах учился в Сибирской академии государственной службы, окончил её по специальности «местное самоуправление». Некоторое время занимал должность заместителя руководителя фракции ЛДПР в Законодательном собрании Новосибирской области. С апреля 2014 по 2019 год — руководитель фракции «Единая Россия» в Законодательном собрании Новосибирской области. С 29 января по 23 октября 2019 года — секретарь Новосибирского регионального отделения «Единой России». Глава отделения Российского военно-исторического общества в Новосибирской области.

### Общественная и политическая деятельность
В 2006 году, будучи депутатом Новосибирского областного Совета депутатов, выступал в защиту группы капитана ГРУ Эдуарда Ульмана из 67-й отдельной бригады специального назначения, обвинявшейся в массовых убийствах в Шатойском районе Чечни.
В 2020 году выступил против размещения в здании казарм 67-й отдельной бригады специального назначения исправительного центра ФСИН, назвав подобное предложение надругательством над памятью бригады.
В 2023 году участвовал в боевых действиях на Украине как командир добровольческого батальона «Вега».
Находится под санкциями Совета национальной безопасности и обороны Украины.

### Награды
Отмечен следующими наградами:
- Орден «За заслуги перед Отечеством» IV степени с мечами — за участие в боевых действиях на Северном Кавказе
- Орден Александра Невского (12 октября 2020 года) — за активную законотворческую деятельность и многолетнюю добросовестную работу[21]
- Орден Мужества — за участие в боевых действиях на Северном Кавказе
- Орден Красной Звезды (трижды) — за участие в боевых действиях в Демократической Республике Афганистан[22]
- Орден Демократической Республики Афганистан «За храбрость» — за участие в боевых действиях в Демократической Республике Афганистан
- Медаль «За боевые заслуги» — за участие в боевых действиях в Демократической Республике Афганистан
- другие награды

Дважды представлялся к званию Героя Российской Федерации. Считается, что в 1996 году он отказался выполнять приказ о направлении отряда ГРУ на штурм Грозного, сохранив жизни личного состава, но в итоге получив вместо звезды Героя России орден «За заслуги перед Отечеством».